# نظام الرعاية الصحية في كنيسة السبتيون

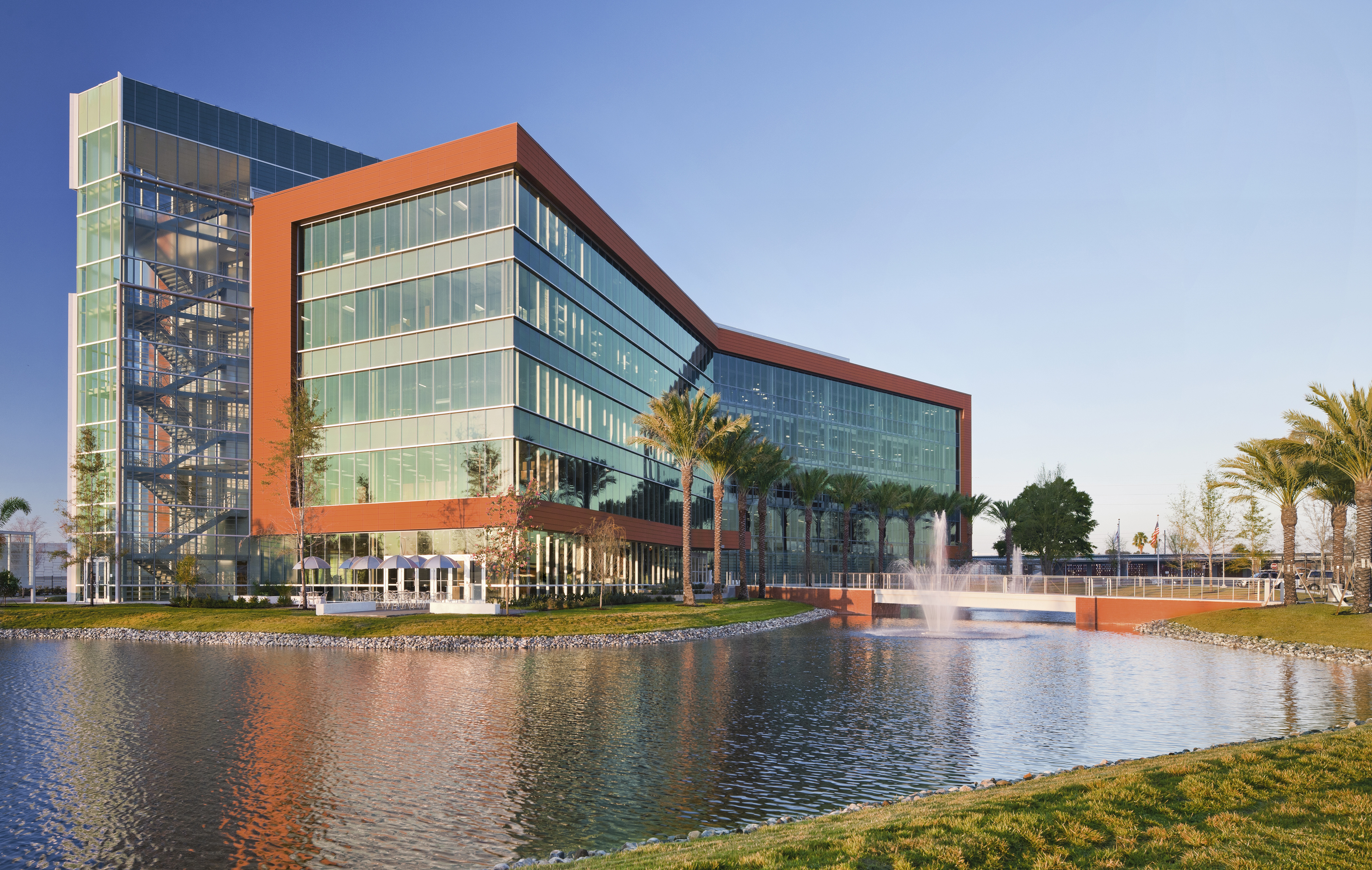
مقر نظام الرعاية الصحية السبتية في ألتامونت سبرنغز، ولاية فلوريدا.

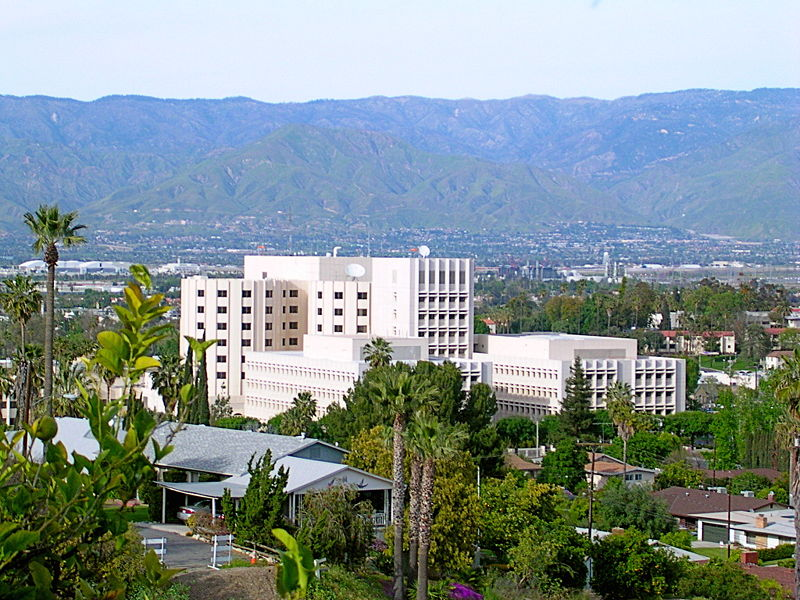
المركز الطبيّ التابع لجامعة لوما ليندا.

تملك كنيسة الأدفنتست أو كما يسمون السبتيين واحد من أكبر نظم الرعاية الصحية في الولايات المتحدة، حيث تشغل الكنيسة عدد كبير من المستشفيات والعيادات والمؤسسات ذات الصلة بالصحة ونظام الرعاية الصحيّة. كما ويعتبر نظام الرعاية الصحيّة واحد من أكبر النظم الرعاية الصحيّة غير الهادفة للربح في الولايات المتحدة. وترعى مستشفيات كنيسة الأدفنتست أكثر من أربعة ملايين مريض سنويًا.
تضم مؤسسات نظام الرعاية الصحية التابع لكنيسة الأدفنتست حاليًا 44 مستشفى وحوالي ستة عشرة من بيوت التمريض مع أكثر من 7,700 سريرًا مرخصًا، يخدم 4 ملايين مريض سنويًا في الولايات المتحدة وحدها، إلى جانب عيادات خارجية وغرف الطوارئ، وتوظف مؤسسات نظام الرعاية التابع لكنيسة الأدفنتست في الولايات المتحدة حوالي 79,000 شخص.
تملك كنيسة الأدفنتست واحدة من أكبر المدارس الطبيّة والمستشفيات في أمريكا الشمالية وهي جامعة لوما ليندا والمركز الطبي المرفقة به. وإلى جانب الولايات المتحدة تملك الكنيسة شبكة واسعة من المستشفيات، والعيادات، والمراكز الطبية والمصحات في جميع أنحاء العالم. وبالتالي تلعب الكنيسة دورًا هامًا في التوعية الصحية من خلال البعثات التبشيرية والكنسيّة.
يُعد مقر نظام الرعاية الصحية السبتية الرئيسي، مستشفى فلوريدا، والذي تأسس في عام 1908، أكبر مستشفى في الولايات المتحدة، وفقًا لمراجعة مستشفى بيكر. ويحتل المستشفى المرتبة الأولى في ولاية فلوريدا وفقًا لتقرير يو اس نيوز ونيو وورلد ريبورت.
تحتل أقسام مستشفى فلوريدا «كواحدة من أفضل أقسام المستشفيات» على مستوى الولايات المتحدة، ووفقًا لتقرير مجلة يو إس نيوز آند وورلد ريبورت تحتل الأقسام التالية: أمراض القلب وجراحة القلب (مرتبة 44)، وقسم مرض السكري وأمراض الغدد الصماء (مرتبة 16)، وقسم أمراض الجهاز الهضمي وجراحة الجهاز الهضمي (مرتبة 33)، وقسم طب الشيخوخة (مرتبة 28) وقسم أمراض النساء والولادة (مرتبة 13)، وقسم أمراض الكلى (مرتبة 45)، وقسم طب وجراحة الأعصاب (مرتبة 38)، وقسم أمراض الرئة (مرتبة 42)، وقسم جراحة المسالك البولية (مرتبة 21).